# Maylandia fainzilberi
Espèce
Maylandia fainzilberi est une espèce de poissons d'eau douce de la famille des Cichlidae (ordre des Cichliformes) endémique du lac Malawi en Afrique.

## Description
Maylandia fainzilberi peut mesurer jusqu'à 129 mm de longueur totale.

## Systématique
Le nom valide complet (avec auteur) de ce taxon est Maylandia fainzilberi (Staeck (d), 1976).
L'espèce a été initialement classée dans le genre Pseudotropheus sous le protonyme Pseudotropheus fainzilberi Staeck, 1976.
Maylandia fainzilberi a pour synonymes :
- Metriaclima fainzilberi (Staeck, 1976)
- Pseudotropheus fainzilberi Staeck, 1976

### Étymologie
Son épithète spécifique, fainzilberi, lui a été donnée en l'honneur de Misha Fainzilber, exportateur de poissons tropicaux qui a facilité l'accès de l'auteur au lac Malawi.

### Publication originale
- (de) Wolfgang Staeck, « Ergebnisse einer ichthyologischen Sammelreise zum Nordende des Nyassasees (II) », Aquarium Aqua Terra, vol. 10, no 89,‎ 1976, p. 486-492.